# LABYRINTH (来生たかおのアルバム)
『LABYRINTH』（ラビリンス）は、1984年にリリースされた来生たかおの企画アルバム（LP〈規格品番：28MS-0068〉/CT〈規格品番：28CS-0058〉/CD〈規格品番：3133-20〉）である。

## 概要
※原則的に、来生たかおは“来生”に省略、来生えつこは“来生えつこ”と表記。
提供曲のカヴァーとオリジナル曲「今のままでいて」で構成されており、来生のアルバムでは初めてデジタルレコーディングで制作された。ジャケット・バックカバー・歌詞カードには横尾忠則のアートワークが施されている。
ポール・モーリアは、必然性を感じないという理由で日本のアーティストからのプロデュース依頼を断っていたが、来生の楽曲と自身の編曲は合うと感じ、東洋と西洋の“幸せな結婚”を成し遂げられるのではないかと感じ、引き受けたという。結果、ポール・モーリアのプロデュース及び全編曲による邦楽のヴォーカルアルバムは、この1枚だけとなった。
ポール・モーリアは、来生は“一見シンプルだが人の耳を惹き付ける明快でロマンティックな音楽を創るアーティスト”であり、そのメロディーとヴォーカルが持つオリジナリティーに尊敬の念を抱いたと述べ、その作品は多少ヨーロッパ的に聞こえ、もしフランス人が歌ったらフランスの楽曲だと思われるかも知れないが、そのメロディーが持つセンチメンタルかつロマンティックな雰囲気はフランスにはない日本的な響きに聞こえる、と語っている。なお、研ナオコのアルバム『スタンダードに悲しくて』（1983年9月21日リリース）に収録された提供曲「夜に蒼ざめて」もカヴァーの候補に挙がっており、オケも完成していたものの、収録は見送られた。
ポール・モーリアの作業は、全歌詞をフランス語に訳させるところから始まった。最も神経を使ったのがストリングスで、来生作品の魅力を生かすにはヴァイオリンによるコントル・シャン（対偶主義）が一番と考え、対するリズム・アレンジは現代的なものとした。この組み合わせは大成功だったと語っている。一方、来生は1984年9月14日から10月2日にかけて渡仏し、ポール・モーリアがよく使用していたパリの“スタジオ・ダム”でヴォーカルのレコーディングを行った。自作品のメロディーを生かしてくれる美しいストリングスを嬉しく感じたという。
また、同年に開催されたポール・モーリアの来日公演『PAUL MAURIAT JAPAN TOUR 1984』の11月23日（東京都・NHKホール）・12月2日（大阪府・大阪フェスティバルホール）にゲスト出演し、後者の一部はTBS系音楽番組『ザ・ベストテン』で生中継もされた。また、本アルバムの収録曲を基調とした『LABYRINTH TAKAO KISUGI with PAUL MAURIAT』（LD・VHS・VHD）も制作されている。
リリース当時、野田圭一のナレーションによる“素顔のままで観て下さい。来生たかおがポール・モーリアと共演する話題のニュービデオ『ラビリンス』好評発売中”の謳い文句で、テレビCFも放送された。

## 復刻盤
- 1991年4月25日：CD（規格品番：KTCR-1055）
- 2007年3月21日：オリジナルアルバム・企画アルバムを集めた21枚組CD-BOX『来生たかお大全集』（ユニバーサルミュージック/規格品番：UPCY-6355/75）に1991年版を収録（規格品番：UPCY-6374）。

## パッケージの体裁

### アルバムタイトル
※初出のジャケット表記“LABYRINTH”以外のもの
ケースの側面部
- LP：？
- CT：？
- オリジナル版CD・1991年版CD：“LABYRINTH”“ラビリンス”の併用

帯
- LP・オリジナル版CD・1991年版CD：“ラビリンス”

なお、各種ディスコグラフィーによっても表記は片仮名やアルファベットになっている。

### ディスクジャケット
- オリジナル版CD：ジュエルケースに2つ折りのカード（及び、歌詞カード）を挿入
- 1991年版CD：ジュエルケースに2つ折りのカード（及び、オリジナル版CDのものを基調とした歌詞カード）を挿入
- 2007年版CD：ジュエルケースに2つ折りのカード（及び、オリジナル版CDのものを基調とした歌詞カード）（及び厚紙製ケース付き）

### 帯のコピー
- LP：ポール・モーリアプロデュース・アレンジ 来生たかお待望のフランス・レコーディング Including The New Single 白いラビリンス（迷い）
- オリジナル版CD：ポール・モーリアプロデュース・アレンジ 来生たかお待望のフランス・レコーディング（帯はシール仕様・ジャケットとの一体型仕様がある）
- 1991年版CD：記載なし

## 収録曲
LP版・CT版（CD版は省略）
※各曲の収録時間はLPに記載がないためCDに準拠

### SIDE 1
1. 逢瀬（3：44）
  - 作詞：来生えつこ / 作曲：来生たかお / 編曲：ポール・モーリア
  - 元々、桃井かおりのアルバム『SHOW?』（1982年11月1日リリース）に収録され、来生がデュエットで参加している。
  - 樋口可南子が、アルバム『からたちの花が、咲いたそうだよ。〜ka・na・ko』（1983年11月30日リリース）でカヴァーしている。
  - 本アルバムの中で好きな楽曲を問われたポール・モーリアが、その1つとして挙げている[1]。
  - 来生えつこによれば、登場する男性は実の夫がモデルになっているという[3]。また、来生えつこによる同名小説が短編集『エピソード』（角川書店/1988年）に収められている。
2. 今のままでいて（4：24）
  - 作詞：来生えつこ / 作曲：来生たかお / 編曲：ポール・モーリア
  - 本アルバムで唯一、当初から自身が歌うことを想定して書かれた楽曲で、第17弾オリジナル・シングルの候補に挙がっていた。
  - ポール・モーリアは、リズムの中に日本風のノスタルジーを見出し、好きな1曲として挙げている[1]。
3. めぐり逢い（3：53）
  - 作詞：来生えつこ / 作曲：来生たかお / 編曲：ポール・モーリア
  - 高田真樹子のアルバム『不機嫌な天使』（1977年5月1日リリース）に収録されており、また、活動再開10周年メモリアル企画“高田真樹子 来生たかおを歌う”としてリリースされたシングル「ハイウェイ」（2007年10月5日リリース）には、セルフカヴァー・ヴァージョン（めぐり逢い［ニュー・メイク］）が収録されている。
4. あしたの風（4：24）
  - 作詞：来生えつこ / 作曲：来生たかお / 編曲：ポール・モーリア
  - 石川セリのライヴ・アルバム『石川セリ・ファースト・ライブ』（1977年11月5日リリース）に収録されているが、スタジオ・レコーディング版は存在しない。
  - 来生が裏声を使っている数少ない1曲。
5. デイ・ブレイク （4：19）
  - 作詞：来生えつこ / 作曲：来生たかお / 編曲：ポール・モーリア
  - 髙橋真梨子のアルバム『Monologue』（1980年8月21日リリース）に収録された楽曲。
  - 来生のセルフカヴァー・アルバム第1弾『Visitor』で見送られた収録が本アルバムで実現し、第17弾オリジナルシングルの候補にもなっていた。
  - ポール・モーリアが好きな楽曲として挙げている[1]。
  - 来生えつこによる同名小説が短編集『エピソード』に収められている。

### SIDE 2
1. さよならのエチュード（5：10）
  - 作詞：来生えつこ / 作曲：来生たかお / 編曲：ポール・モーリア
  - 髙橋真梨子のアルバム『ひとりあるき』（1979年3月25日リリース）に収録された楽曲。
  - 最初にヴァース（序奏部分）が配置された凝った作りになっている。
2. 白いラビリンス（迷い）（5：03）
  - 作詞：来生えつこ / 作曲：来生たかお / 編曲：ポール・モーリア
  - 第17弾オリジナル・シングルとして1984年11月1日にリリースされた。
  - 元々“「セカンド・ラブ」の路線で”との依頼で作られた中森明菜への提供曲で、中森のアルバム『POSSIBILITY』（1984年10月10日リリース）に収録されているが、タイトルは「白い迷い（ラビリンス）」となっている。
  - メロディー自体は、監督・小栗康平、主演・田村高廣のモノクロ映画『泥の河』（1981年）をイメージしている。
  - ポール・モーリアが好きな1曲として挙げている[1]。
  - 来生えつこによる同名小説が短編集『エピソード』に収められている。
3. 疑問符（4：34）
  - 作詞：来生えつこ / 作曲：来生たかお / 編曲：ポール・モーリア
  - 1983年12月1日に河合奈保子がシングルとしてリリースした楽曲である。
  - ポール・モーリアは、力強いリズムの中にノスタルジックな短調の調べを感じ、日本的であると述べている[1]。
  - 来生えつこによる同名小説が短編集『エピソード』に収められている。
4. 星のくちびる（4：59）
  - 作詞：来生えつこ / 作曲：来生たかお / 編曲：ポール・モーリア
  - 森進一のアルバム『人を恋うる唄』（1984年8月5日リリース）に収録されている「男と女のメモリー」を改題した楽曲で、歌詞は同一である。

## 参加ミュージシャン
記載なし

## 参加スタッフ
- Exective Producer：多賀英典
- Producer：Paul Mauriat
- Director：本間一泰、石谷仁
- Engineers：Dominique Poncet
- Assistant Engineer：Mark Perignon
- Production Superviser：Velentin Coupeau & 宗像和男
- Special Thanks To Mike Nakamura、キョードー東京、日本フォノグラム
- Cover Art：横尾忠則
- Design：田島照久